# Британские тамилы

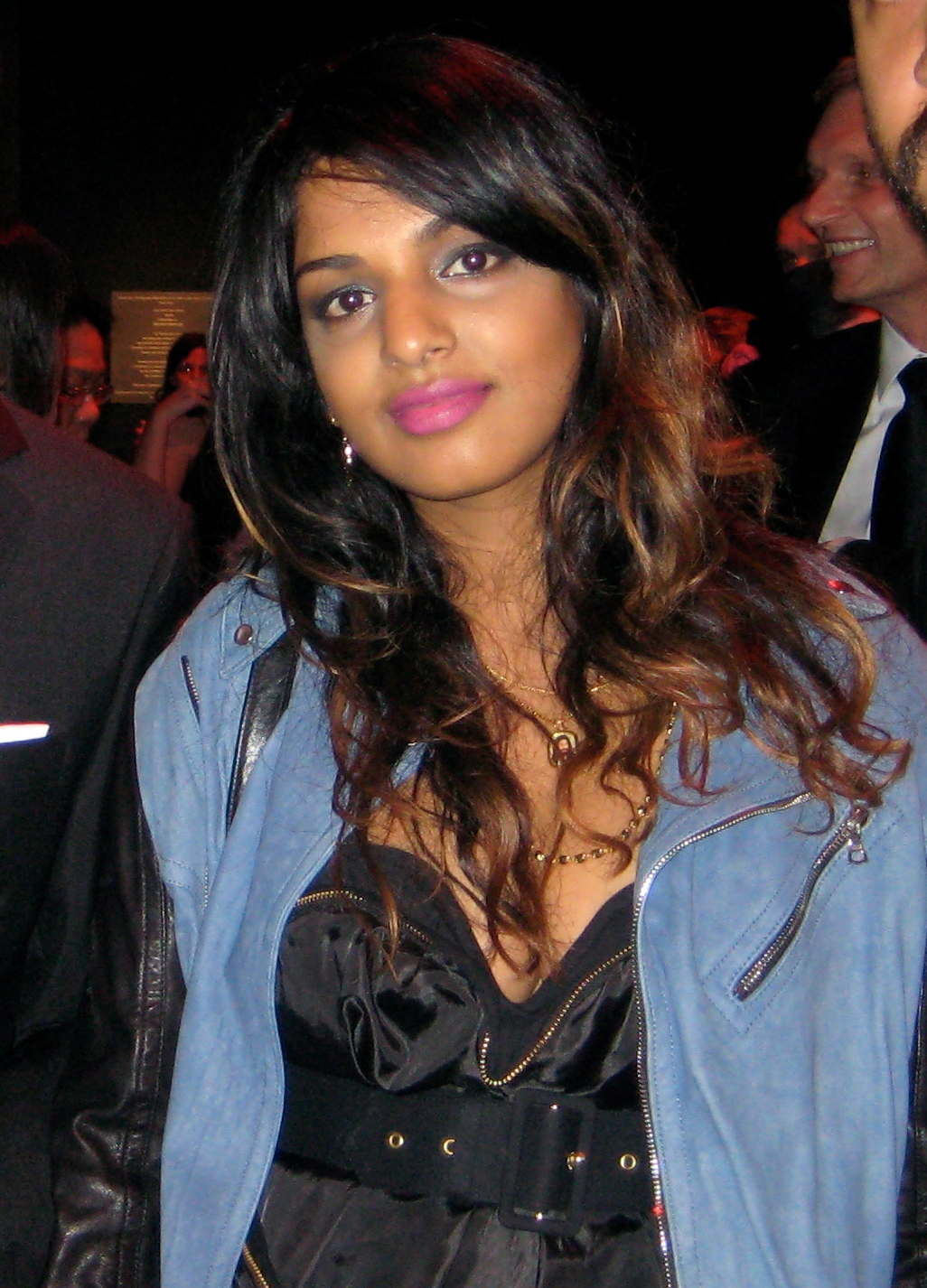
M.I.A.

Британские тамилы (англ. British Tamils, там. பிரித்தானியத் தமிழர்) — это британцы тамильского происхождения. Их численность оценивалась на 2008 год в 150 000 человек, а в 2006 году организация Хьюман Райтс Вотч оценивала численность ланкийских тамилов в Великобритании в 110 000 человек. Миграция значительного числа тамилов в Великобританию началась в 1940-е годы как трудовая миграция. В 1970-х к ним присоединились студенты, приезжающие на учёбу. Позднее стали приезжать беженцы от гражданской войны. Большинство проживает в Северном Лондоне.